# Lopinavir
Lopinavir är en kemisk förening med formeln C37H48N4O5. Ämnet marknadsförs som Kaletra och Aluvia och är en bromsmedicin som verkar genom att hämma HIV-proteas. Lopinavir ges ihop med ritonavir för att förlänga effekten av lopinavir. Lopinavir tillverkas av Abbott Laboratories.